# 相川勝六
相川 勝六（あいかわ かつろく、1891年（明治24年）12月6日 - 1973年（昭和48年）10月3日）は、日本の内務及び厚生官僚、政治家、弁護士。宮崎・広島・愛知・愛媛各県官選知事。大政翼賛会実践局長、小磯内閣厚生大臣（第10代）、衆議院議員（8期）。

## 経歴
佐賀県藤津郡嬉野村（現嬉野市）出身。農業・相川定蔵の二男として生まれた。1911年、佐賀県立鹿島中学校卒業。1912年、第二高等学校入学。1915年、第二高等学校卒業。1919年7月、東京帝国大学法学部法律学科（独）卒業。
同年、内務省入省。千葉県属1926年、徳島県労務課長から警視庁刑事部長に就任。神奈川県警察部長などを歴任。1934年、内務省警保局保安課長となり第二次大本教弾圧などを指導。
1936年の廣田内閣組閣においては、潮恵之輔の入閣に内務省内の有力革新官僚の一人として反対し、報復として二・二六事件を口実に朝鮮総督府警察部警務局外事課長に左遷される。同様に反対していた唐沢俊樹や安倍源基も共に左遷されている。
1937年、宮崎県知事就任。八紘之基柱建設を推進。1939年、広島県知事就任。部落会・町内会の結成。県主催紀元二千六百年奉祝博覧会開催。1941年、愛知県知事就任。1942年、大政翼賛会実践局長兼任。1943年、愛媛県知事就任、四国地方行政協議会長兼任。宮崎県知事在任中には高鍋に化学工業、日南に日本パルプ工業、小林と高鍋にアルコール工場を誘致し、県営で水力発電所を着工。愛知県知事に転任した際には、餞別を「相川厚生事業団」として引き揚げ漁民の託児所や福祉施設を広島に建設した。
1944年、厚生次官就任。1945年、小磯内閣の厚生大臣として労務行政を強化。
1946年、公職追放。1951年8月、追放が解除された。
1952年、第25回衆議院議員総選挙で宮崎1区に自由民主党から立候補、初当選。1965年春の叙勲で勲一等瑞宝章受章（勲二等からの昇叙）。8期連続当選、1972年退任。衆議院では内閣委員会委員長、自民党では治安対策特別委員長を務めた。
1973年10月3日死去、81歳。死没日をもって銀杯一組を賜った。

## 栄典
位階
- 1945年（昭和20年）2月15日 - 従三位[7]

勲章等
- 1940年（昭和15年）8月15日 - 紀元二千六百年祝典記念章[8]
- 1965年（昭和40年）11月4日 - 勲一等瑞宝章
- 1973年（昭和48年）10月3日 - 銀杯一組

## 逸話
- 海軍の演習時に警察関係者として出席したが、折しも強風で相川の帽子が飛ばされた。この際、昭和天皇が「帽子がないと様にならないぞ」と風に飛ばされた相川の帽子を持ってこさせている。

## 著作
- 『思い出づるまま』講談社出版サービスセンター、1972年。